# Sokolica (gmina)
Sokolica – dawna gmina wiejska istniejąca w latach 1946–1954 w woj. olsztyńskim (dzisiejsze woj. warmińsko-mazurskie). Siedzibą władz gminy była Sokolica.

## Niemcy
Gmina zbiorowa Sokolica (Amtsbezirk Falkenau) powstała 4 maja 1930 w Prusach Wschodnich w powiecie frydlandzko-bartoszyckim w związku z przmianowaniem Amtsbezirku Wöterkeim (Wiatrowiec) na Falkenau. 1 stycznia 1945 Amtsbezirk Falkenau składał się z dwóch gmin jednostkowych (Falkenau i Wöterkeim).

## Polska
Gminę Sokolica utworzono na przełomie lat 1946/47 w powiecie bartoszyckim w nowo utworzonym woj. olsztyńskim z obszaru zniesionej gminy Łabędnik. Według stanu z 1 lipca 1952 roku gmina była podzielona na 8 gromad: Bieliny, Drawa, Łabędnik, Maszewy, Pasławki, Różyna, Sokolica i Wiatrowiec.
Gmina została zniesiona 29 września 1954 roku wraz z reformą wprowadzającą gromady w miejsce gmin. Jednostki nie przywrócono 1 stycznia 1973 roku po reaktywowaniu gmin.